# François Lemoyne

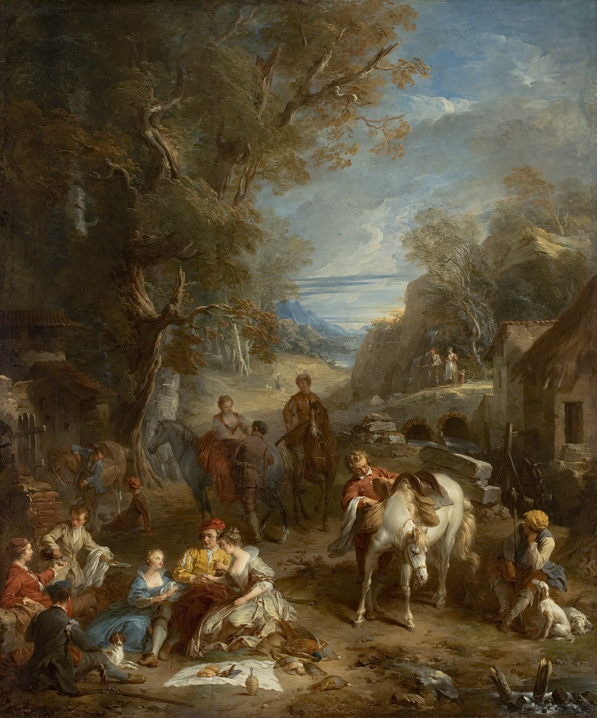
Piquenique Durante a Caçada (1723). Pintura de François Lemoyne (Museu de Arte de São Paulo, São Paulo).

François Lemoyne (Paris, 1688 - 1737), também chamado François Le Moine, foi um pintor do rococó francês, considerado um dos maiores expoentes desse movimento durante a primeira metade do século XVIII.
Aluno de Louis Galloche entre 1701 e 1703, Lemoyne ingressa na Academia Real de Pintura e Escultura em 1718, com a obra Hércules e Caco (Museu do Louvre). Professor da Academia e pintor oficial do rei Luís XV a partir de 1736, retoma, em suas primeiras obras, os modelos de Charles de La Fosse, com cores cálidas, herdadas de seu mestre e de Jean Jouvenet. 
O contato que teve com Sebastiano Ricci e Pellegrini, durante a passagem de ambos por Paris, bem como uma viagem a Roma e a Veneza em 1726, influenciaram-no a adotar uma técnica mais fluida e vibrante, com o uso de uma cor mais clara e o uso prevalecente de contrastes entre tons de amarelo e rosa, em pinceladas pastosas.
Em Versalhes, Lemoyne se encarregou de executar composições alegóricas para o Salão da Paz (Luís XV que Doa a Paz para a Europa, 1728-1729) e para o teto do Salão de Hércules (1733-1736), dando continuidade à tradição decorativa do barroco, mas com composições menos monumentais e mais legíveis, revelando a influência do classicismo veneziano. Progressivamente, suas composições para os conjuntos decorativos de Versalhes e igrejas parisienses revelam obras progressivamente mais claras e uma palheta mais definida.
Lemoyne seria ainda influenciado por Rubens, como se nota nas suas cenas de gênero (O Descanso da Caça, Metropolitan Museum), tomando emprestado da tradição flamenga o gosto pela decoração dos ambientes e dos costumes dos personagens, aproximando-se também do estilo de Jean-François de Troy. Sua última referência seria a pintura bolonhesa, sobretudo a de Albani. Já nas obras que têm por tema as fêtes galantes ou as cenas de idílio com figuras clássicas, típicas da arte italiana, bem como nas pequenas composições e numerosos desenhos, sua arte confunde-se com a de Watteau, a tal ponto que muitas de suas obras desse tipo foram atribuídas ao último.
O talento de Lemoyne e suas notáveis realizações renderam-lhe o apelido de "o novo Le Brun", garantindo-lhe ampla notoriedade e prestígio ainda em vida. Não obstante, o excesso de trabalho, as constantes intrigas na corte de Versalhes e a morte prematura de sua esposa o levaram a uma profunda depressão. Lemoyne suicidou-se em 1737. Entre seus alunos mais notáveis, destacaram-se François Boucher e Charles-Joseph Natoire.

## Obras
- Hércules e Caco (1718) - Museu do Louvre
- Perseu e Andrômeda (1723) - Coleção Wallace
- Piquenique Durante a Caçada (1723) - Museu de Arte de São Paulo
- Luís XV que Doa a Paz para a Europa (1728-1729) - Palácio de Versalhes
- Decoração do teto do Salão de Hércules (1733-1736) - Palácio de Versalhes
- O Descanso da Caça - Metropolitan Museum of Art